# Route nationale 44bis
La route nationale 44bis (RN 44bis o N 44bis) è stata una strada nazionale che partiva da Bonavis, nel comune di Banteux a sud di Cambrai, e terminava a San Quintino. Il suo tracciato inizialmente costituiva il primo tratto dalla N44, che negli anni cinquanta si spostò più ad ovest: il vecchio percorso fu allora assegnato alla nuova N44bis. In seguito tuttavia tale troncone tornò a far parte della N44 e la N44bis fu soppressa.